# 웅남중학교
웅남중학교(熊南中學校)는 대한민국 경상남도 창원시 성산구 상남동에 있는 공립 중학교이다.

## 학교 연혁
- 1993년 3월 29일 : 웅남중학교 10학급 설립인가
- 1994년 3월 5일 : 개교 (10학급 494명)
- 2023년 2월 11일 : 제27회 졸업식(246명) 졸업생 누계(11,078명)
- 2023년 3월 1일 : 제15대 김미영 교장 부임
- 2023년 3월 2일 : 제30회 입학식(8학급 218명)

## 참고 자료
- 웅남중학교 - 한국교육학술정보원 학교알리미